# بوزيترون
ضديد الإلكترون أو الإلكترون الإيجابي (بالإنجليزية: Positron) نقحرة: البوزيترون جُسيم أولي لا يدخل في تكوين المادة العادية ولا يوجد حراً طليقاً، ولا في نواة الذرة والنيوترون، ويعتبر الجسيم المُضاد للإلكترون أو نقيض الإلكترون. وهو يتطابق مع الإلكترون في الصفات والخصائص الفيزيائية كافةً، فيما عدا الشحنة الكهربائية؛ إذ يحمل البوزترون شحنة كهربائية موجبة مساوية لشحنة الإلكترون، ولكن على عكس الإلكترون الذي يحمل شحنة كهربائية سالبة. في حال اصطدام البوزترون بالإلكترون يحدث ما يعرف بإبادة إلكترون-بوزترون أي يتحولان إلي شعاعين من أشعة غاما. أي يتحولان إلى طاقة ويظهران على هيئة موجتين كهرومغناطيسيتين لهما نفس التردد. والبوزترون هو اختصارً للكلمتين (Positive Electron)

## تاريخ

### النظرية
في عام 1928 قام بول ديراك (بالإنجليزية: بول ديراك) بنشر نظريته الممثلة في معادلة ديراك التي تجمع بين ميكانيكا الكم والنظرية النسبية الخاصة. من نتائج تلك النظرية أن اللأكترون يمكن أن تكون شحنته موجبة، أي أيا من الشحنتين الموجبة أو السالبة. أدت هذه النتيجة إلى مفهوم جديد للجسيمات الأولية ولدوران الالكترون في تفسير مفعول زيمان. هذا الاقتراح لم يكن يتضمن وجود جسيم ولكن سمح للإلكترون احتمالية امتلاك شحنة سالبة أو موجبة كحل للمعادلة. لم تسمح ميكانيكا الكم لحل يتجاهل طاقة سالبة كما كانت تفعل النظرية الكلاسيكية أحياناً في حل معادلاتها. الحل المزدوج لمعادلة ديراك تتضمن احتمالية انتقال الإلكترون تلقائياً بين الحالة الموجبة والسالبة. مع ذلك لم يلاحظ تجريبياً أي انتقال من هذا القبيل. ولكن بالتجارب ثبت وجود البوزترون خلال بعض تفاعلات الجسيمات الأولية.

## الأدلة التجريبية والاكتشافات
أول من لاحظ بوزترون هو دیمیتري اسکوبلتسین في عام 1929 عندما كان يستعمل غرفة ويلسون السحابية في محاولة كشف أشعة جاما في الاشعة الكونية. ديمتري اكتشف جسيمات تتصرف مثل الإلكترون ولكنها تنحني في اتجاه مسارها في الاتجاه المعاكس لانحناء مسار الإلكترون في مجال مغناطيسي خارجي.
كذلك في عام 1929، تشونغ ياو تشاو المتخرج من معهد كاليفورنيا للتكنولوجيا، لاحظ بعض النتائج الغريبة حيث احتوت على جسيمات تتصرف مثل الإلكترون ولكن تحمل شحنة موجبة.
كارل أندرسون، اكتشف بوزترون في 2 من أغسطس في عام 1932 الذي فاز بجائزة نوبل للفيزياء في عام 1936. اندرسون صاغ المصطلح بوزترون. بوزترون هي الدليل الأولى للمادة المضادة. كتب اندرسون استذكار يقول فيه أن بوزترون تم اكتشافه مسبقاً اعتمادً على أعمال تشونغ ياو تشاو.

## اضمحلال β+ (انبعاث البوزترون)
نواة الذرة غير المستقرة والبروتونات الزائدة فيها تؤدي إلى حدوث اضمحلال بيتا β+ ، ويسمى بالاضمحلال البوزتروني. هذا التحلل هو عملية تحول بروتون إلى نيوترون في بعض النظائر المشعة وينتج خلالها البوزترون ونيوترينو:
p → n + e++ ν e
تحلل β+ يحدث داخل النواة فقط عندما تكون طاقة الارتباط في النواة الوليدة أقل من طاقة الارتباط في النواة الأم، أي تصبح النواة في مستوي طاقة أقل.

## إنتاجه
الابحاث الجديدة زادت بشكل كبير من كميات البوزترونات التي ينتجها الفيزيائيون. وقد استعمل الفيزيائيون في مختبر لورانس ليفرمور الوطني في كاليفورنيا ليزر فائق كثيف وصوبوا أشعته على شريحة من الذهب سمكها مليمتر واحد فأنتجت أكثر من 100 مليون بوزترون.

## تطبيقاته
يمكن بواسطة بعض معجلات الجسيمات إجراء تجارب باستخدام البوزترونات والإلكترونات التي تصل سرعاتها إلى سرعات قريبة من سرعة الضوء في الفراغ. فعند اصطدام تلك الجسيمات السريعة وفناء المادة/ ووالمادة المضادة تنشأ جسيمات جديدة من مختلف الجسيمات تحت الذرية. ويدرس الفزيائيون تلك الجسيمات الجديدة الناتجة من عمليات إفناء الجسيمات، وقد يكتشفوا بذلك جسيمات جديدة غير معروفة، كما يدرس الفزيائيون تلك التصادمات شديدة الطاقة ويقارنوا نتائجها بالنظريات الحسابية المتعلقة بها.
أشعة جاما الصادرة بطريقة غير مباشرة من عنصر مشع ينتج بوزترونات يمكن الكشف عنها في تصوير مقطعي بالإصدار البوزتروني positron emission tomography (PET) وتستخدم في بعض المستشفيات للتشخيص الطبي. التصوير بالـ PET ينتج صورا مجسمة للعمليات البيولوجية التي تتم في جسم الإنسان.
كما يمكن بواسطة مطياف إفناء البوزترون positron annihilation spectroscopy فحص خواص المادة بغرض استكشاف تغير الكثافة، والتغيرات البلورية والثغرات، والإزاحة في المادة الصلبة.